# Joannici (sekta)

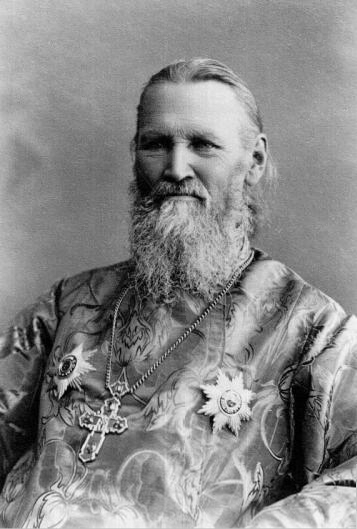
Jan Kronsztadzki

Joannici – ruch religijny przełomu XIX i XX wieku pośrednio związany z osobą późniejszego świętego Rosyjskiego Kościoła Prawosławnego Jana Kronsztadzkiego. W 1908 oficjalnie uznany przez Świątobliwy Synod Rządzący Cerkwi Rosyjskiej za sektę religijną, zbliżoną w prezentowanych poglądach do chłystów, winną bluźnierstwa i herezji. 
Ruch joannitów nie był jednorodny, jednak za swoją podstawę traktował – jeszcze za jego życia – osobę ks. Iwana Iljicza Siergijewa, znanego później jako św. Jan Kronsztadzki. Uważany był on za cudotwórcę o ogromnej mocy, sławą cieszyła się również prowadzona przez niego działalność dobroczynna. W związku z tym do Petersburga, w którym mieszkał całe życie, przyjeżdżały pielgrzymki osób przekonanych o nadzwyczajnych zdolnościach kapłana. Z nich wyłoniła się grupa uznająca Jana Kronsztadzkiego za drugie wcielenie Chrystusa. Grupa ta oddawała cześć portretom kapłana, traktując je jak ikony świętych (m.in. poprzez zapalanie przed nimi świec wotywnych). W 1896 odnotowana została działalność wędrownego kaznodziei imieniem Maksym, zapowiadającego rychły koniec świata, co miało potwierdzać pojawienie się Antychrysta (Lwa Tołstoja) i drugiego wcielenia Chrystusa (właśnie Jan Kronsztadzki). Sam Jan Kronsztadzki nie zgadzał się z przypisywaniem sobie boskiego pochodzenia i protestował przeciwko niekanonicznym przejawom własnego kultu. W 1908 kult ten został oficjalnie potępiony przez Świątobliwy Synod Rządzący. Mimo tego idee joannickie były nadal propagowane w co najmniej kilku guberniach Imperium Rosyjskiego. 